# 奥津中継局
奥津中継局（おくつちゅうけいきょく）は岡山県苫田郡鏡野町の大釣山にあるアナログテレビジョン放送の重要中継局である。なお、奥津中継局というのはNHKにおける名称であり、民放における名称は奥津大釣中継局（おくつおおつりちゅうけいきょく）である。

## 放送区域
この中継局の電波法に基づく放送区域（3mV/m）は岡山県苫田郡鏡野町の一部。旧奥津町の中心部を中心とした放射状の地域に当る。

## 歴史
- 1968年（昭和43年）12月27日 - NHK岡山放送局総合テレビジョン奥津中継局および教育テレビジョン奥津中継局開局。
- 1970年（昭和45年）11月20日 - RSK山陽放送奥津中継局開局[1]。
- 1979年（昭和54年）4月13日 - OHK岡山放送奥津中継局開局[2]。
- 1991年（平成3年）12月20日 - RNC西日本放送奥津大釣中継局開局。
- 1992年（平成4年）4月8日 - TSCテレビせとうち奥津大釣中継局開局[3]。
- 2011年（平成23年）7月24日 - デジタル放送完全移行によるアナログ放送停波に伴い廃局。

### 地上デジタル放送移行後
この中継局はデジタル放送には対応しないため、アナログ放送停波と同時に廃局になる。しかし、この中継局は周辺に代替となるテレビ送信所が存在せず、そのためこの中継局を受信していた世帯はアナログ放送停波と同時に共同受信設備を経由しての視聴に切り替える必要がある。
デジタル放送開始当初はこの中継局のデジタル化も検討されていたが、その後共聴受信を前提とすることによりデジタル放送は送信しないことになった。なお、この中継局のアナログ放送廃止後に対応する中継局は、民放では金甲山送信所が指定されているが、ここから金甲山までは津山盆地や吉備高原を挟んで約72km離れているため、事実上個別受信を想定したものではなくなっている。なお、NHKでは「共聴」となっているため、やはり共聴を前提とした置局計画であることが表れている。

## 施設
中継局は苫田郡鏡野町に位置する標高752.8mの大釣山山頂に存在する。
同じ敷地内には鏡野町の防災行政無線の基地局及び固定局が存在する。

## 地上アナログテレビジョン放送送信設備
| チャンネル                                                                                                   | 放送局名                    | 空中線電力        | ERP                | 放送対象地域   | 放送区域内世帯数 |
| --- | --------------------------- | ----------------- | ------------------ | -------------- | ---------------- |
| 2ch+ | NHK岡山総合テレビ奥津局     | 映像3W/ 音声750mW | 映像12W/音声3W     | 岡山県         | -                |
| 7ch+ | NHK岡山教育テレビ奥津局     | 映像3W/ 音声750mW | 映像11W/音声2.7W   | 全国放送       | -                |
| 12ch- | RSK山陽放送奥津大釣局       | 映像3W/ 音声750mW | 映像11.5W/音声2.9W | 岡山県・香川県 | -                |
| 38ch+ | TSCテレビせとうち奥津大釣局 | 映像10W/ 音声2.5W | 映像31W/音声7.7W   | 岡山県・香川県 | -                |
| 40ch+ | OHK岡山放送奥津大釣局       | 映像10W/ 音声2.5W | 映像30W/音声7.5W   | 岡山県・香川県 | -                |
| 42ch+ | KSB瀬戸内海放送奥津大釣局   | 映像10W/ 音声2.5W | 映像31W/音声7.7W   | 岡山県・香川県 | -                |
| 44ch+ | RNC西日本放送奥津大釣局     | 映像10W/ 音声2.5W | 映像31W/音声7.7W   | 岡山県・香川県 | -                |
| ※全局に指向性あり ※中継局であるためコールサインは無い ※12chはオフセット-10kHz局※12ch以外はオフセット+10kHz局 |                             |                   |                    |                |                  |